# Эйблер, Йозеф
Йозеф Леопольд, эдлер фон Эйблер (нем. Joseph Leopold Edler von Eybler; 8 февраля 1765, Швехат Австрия — 24 июля 1846, Вена) — австрийский композитор и дирижёр.

## Биография
Йозеф Эйблер родился в семье музыканта и первые уроки музыки получал от своего отца; в 6 лет он был принят в хор мальчиков при соборе Св. Стефана в Вене, где его наставниками стали Йозеф и Михаэль Гайдны. В 1777—1779 годах Эйблер брал уроки композиции у И. Г. Альбрехтсбергера, позже — у Антонио Сальери.
Высоко ценимый Й. Гайдном и В. А. Моцартом, Йозеф Эйблер оказался первым, к кому Констанция Моцарт после смерти мужа обратилась с просьбой дописать «Реквием»; однако, начав работу, Эйблер вскоре от неё отказался.
В 1792—1793 годах Эйблер был регентом хора приходской церкви кармелиток, а в 1794—1824 годах руководил хором Шотландского монастыря в Вене. С 1801 года он одновременно преподавал музыку детям императора Франца I.
В 1804 году Эйблер был назначен заместителем придворного капельмейстера Антонио Сальери (вице-капельмейстером), а 16 июня 1824 года стал капельмейстером и занимал этот пост до 1834 года, когда тяжёлая болезнь заставила его уйти в отставку: в 1833 году, во время исполнения «Реквиема» Моцарта, Эйблера поразил апоплексический удар.
К 1834 году Йозеф Эйблер выслужил чин, дающий дворянство, и стал фон Эйблером.
В 1894 году именем Эйблера был назван переулок в Вене, в районе Дёблинг (Eyblergasse).

## Сочинения
- Реквием до минор (1803)
- Оратория «Четыре последних свершения» (Die vier letzte Dinge) (1810)
- Симфония № 1 до мажор
- Симфония № 2 ре мажор
- Концерт для кларнета с оркестром си-бемоль мажор (1798) написан для А. Штадлера